# Orthodes lodebar
Orthodes lodebar är en fjärilsart som beskrevs av Druce. Orthodes lodebar ingår i släktet Orthodes och familjen nattflyn. Inga underarter finns listade i Catalogue of Life.